# Mangrovie delle isole della Sonda
Le mangrovie delle isole della Sonda sono una ecoregione dell'ecozona indomalese (codice ecoregione: IM1405). La regione è inclusa nella lista Global 200 con il nome di Mangrovie delle isole della Sonda.

## Territorio

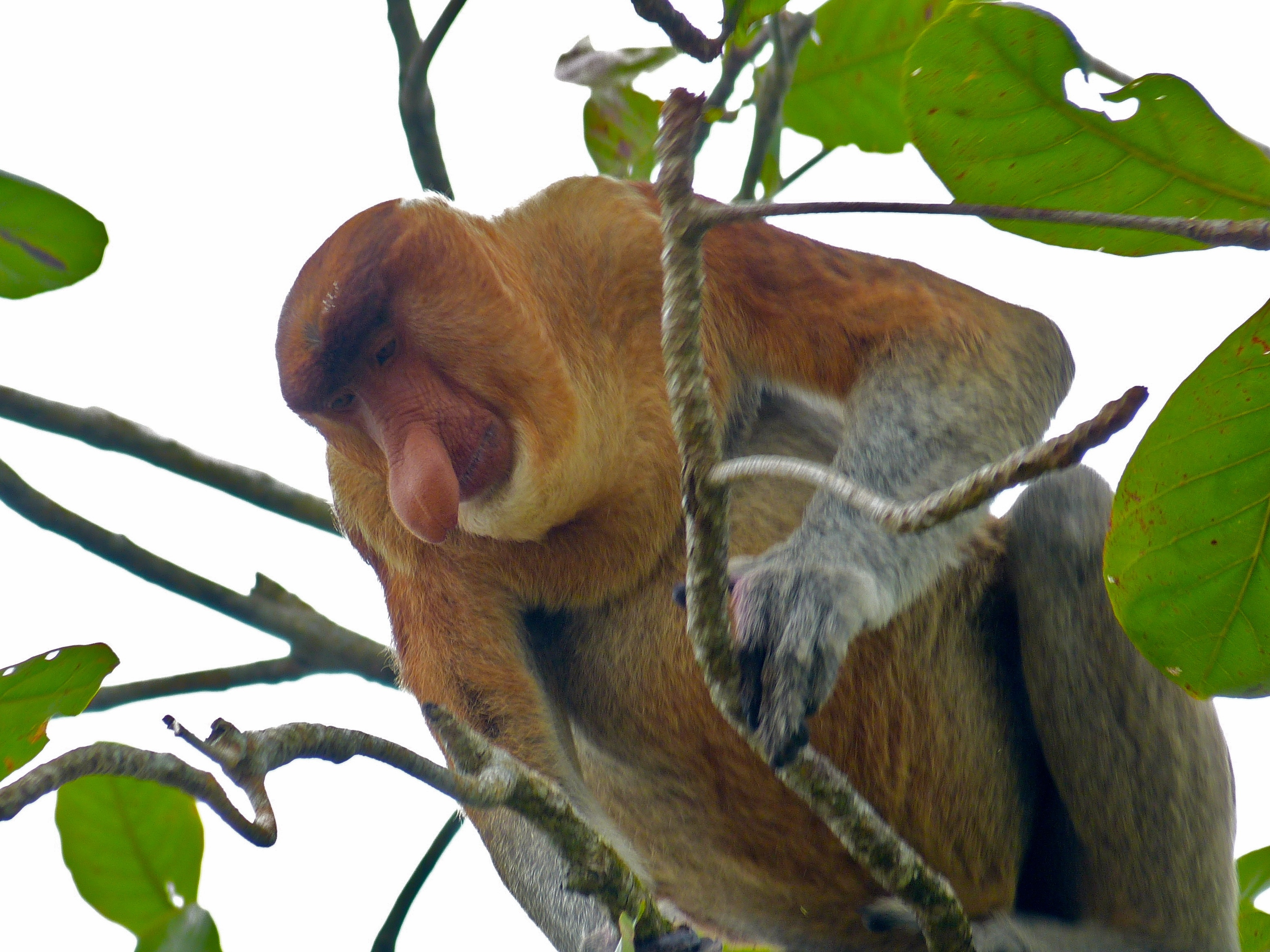
Nasica (Nasalis larvatus)

Le mangrovie di questa ecoregione si trovano nel Borneo e sulla costa orientale di Sumatra (Grandi Isole della Sonda).

## Flora
Le mangrovie delle isole della Sonda sono estese e ben strutturate, possono raggiungere anche i 50 m di altezza e sono ricche di biodiversità: al loro interno sono rappresentati ben cinque generi diversi di mangrovie, che si associano in fitocenosi differenti, in base alle caratteristiche del suolo, alla salinità e alle fluttuazioni delle maree. Sui sedimenti marini lungo la linea di costa, prevalgono Avicennia spp. e Sonneratia spp.. Nelle zone più interne, dove prevalgono sedimenti fangosi, dominano Rhizophora spp. e Bruguiera spp.. Nelle zone di acqua dolce la specie dominante è Nypa fruticans, unica palma presente nelle mangrovie.

## Fauna
Le mangrovie del Borneo sono l'habitat esclusivo della nasica (Nasalis larvatus), uno dei pochi mammiferi di grande taglia che vive esclusivamente nei mangrovieti e nelle aree paludose circostanti.

## Conservazione
Le mangrovie sono un ecosistema vulnerabile sottoposto alla pressione dell'uomo che la utilizza come fonte di legname e di combustibile. Tra le cause della riduzione delle superficie occupata dalle mangrovie in questa area vi sono la realizzazione di impianti di acquacoltura, la conversione di vaste aree in terreni agricoli e lo sviluppo urbano.